# Rackelhane (film)
Rackelhane, svensk film från 1999 i regi av Göran Nilsson.

## Handling
En man vill inte att kraftbolaget ska bygga ut "hans" älv, en ung pojke får honom att inse att det bara finns en lösning.

## Om filmen
Filmen hade festivalpremiär den 5 februari 1999 och biopremiär den 21 januari 2000, den har även visats på SVT1 och är barntillåten.

## Rollista
- Marika Lagercrantz - kvinnan
- Lars Green - metaren
- Håkan Falk - pojken
- Gunilla Röör - bykvinna butik
- Göran Forsmark - vattenkraftsman
- Torbjörn Andersson - vattenkraftsman
- Lisbeth Bergdahl - bykvinna fest
- Folke Asplund - berusad man